# Simulium tentaculum
Simulium tentaculum är en tvåvingeart som beskrevs av Gibbins 1936. Simulium tentaculum ingår i släktet Simulium och familjen knott. Inga underarter finns listade i Catalogue of Life.